# アファーマティブ・アクション
アファーマティブ・アクション（積極的格差是正措置、英語: affirmative action）とは、入試合格者や雇用契約者・昇進などの対象を選定する際に、人種やジェンダーなどを考慮する取り組み。この語はジョン・F・ケネディ米大統領が1961年の大統領令で初めて使用し、連邦政府との契約業務請負業者の選定において「応募者が人種、肌の色、宗教、性別、国籍に関係なく平等に扱われるように」と定めた。主に欧米において行われてきたが、他の地域における類似の施策も同様に呼称する。その米国でもマイノリティ(非白人)の中でも黒人やヒスパニック系のみを対象としており、マジョリティである白人よりも更に不利な措置をされているアジア系から逆差別と批判されている。NPOが起こした訴訟にて、2023年の米国最高裁判決で大学入試選考における「人種だけを理由にした優遇措置」は違憲と判断された。直訳すると積極的行動。

## 概要
アメリカ合衆国および欧州で使用される積極的差別是正措置の英語表現である。英語ではaffirmative action、positive discrimination、positive actionなどと呼ばれる。これらの用語は弱者集団の現状是正のための進学や就職や昇進における直接の優遇措置を指す。この場合の肯定（positive）とは改善の意味である。
1961年にジョン・F・ケネディ大統領の大統領令10925で最初に導入され、「人種、信条、肌の色、または出身国を理由に従業員または雇用申請者を差別してはならない」こと、および「申請者が雇用され、従業員が雇用中に扱われることを保証するために積極的な行動をとる」ことを定めた。さらに1965年にリンドン・ジョンソンが大統領令11246でこれを更新し、「人種、肌の色、宗教、性別、出身国に関係なく、応募者が雇用され、従業員が雇用中に扱われることを保証するために肯定的な行動を取る」ことを要請した。
アファーマティブ・アクションは、「差別撤廃」や「積極的差別是正」の方策として受け入れられてきた。構造的に内在する差別を解消するために、機会不平等の是正策として、特定の民族あるいは階級に対して優遇措置を制度上で採用し、例えば貧困層の階級出身の学生に対する生活援助や奨学金などの制度が各国で広く採用されている。このような制度を積極的に採用するアメリカ合衆国、インド、マレーシアや南アフリカ共和国などの国々においては、政府機関の就職採用や公立教育機関（特に大学）への入学において、被差別人種とされる黒人やヒスパニック系の人種、あるいは被差別の階層のために採用基準を下げたり、全採用人員のなかで最低の人数枠を制度上固定するなどの措置がとられている。ただし、同じマイノリティの中でもアジア人に対する扱いは例外であり、学業成績が優秀であったとしても評価基準の曖昧な「人物評価」において低い点数をつけられ、結果的に不合格になるケースが多く、優遇処置が取られているどころか実際はむしろ事実上の人種差別を受けているのではないかという疑念が呈されている。

## 日本
日本語では、affirmative actionは一般に「積極的格差是正措置」と訳される。「ポジティブ・アクション (positive action)」ともいう。「ポジティブ・ディスクリミネーション (positive discrimination、肯定的差別)」のように「差別」を用いた単語の使用は避けられる傾向にある。なお、アファーマティブ・アクションは優遇措置でなく差別環境の是正措置であり、例えば2002年（平成14年）4月19日の厚生労働省の発表では、日本における女性に対しての積極的改善措置に関して「単に女性だからという理由だけで女性を「優遇」するためのものではなく、これまでの慣行や固定的な性別の役割分担意識などが原因で、女性は男性よりも能力を発揮しにくい環境に置かれている場合に、こうした状況を「是正」するための取組なのです」といった注釈もなされている。

### 同和地区
国や自治体は部落問題を解消するため、いわゆる「同和行政」として、同和地区の住民に対して各種の優遇措置を設けてきた。これも積極的格差是正措置の一種といえる。具体的には、部落差別における同和対策事業特別措置法などがこれに類すると考えられる。

### 性別
女性
女子学生を大学入試において差別する傾向が依然として残っており、例えば2018年には医学部入試での差別が発覚している。そうした背景を踏まえ、男女共同参画社会基本法の規定による男女共同参画基本計画により、「社会のあらゆる分野において，2020年までに，指導的地位に女性が占める割合が少なくとも30％程度になるよう期待する」といった目標を定めており、それに関連した取り組みが各分野で積極的に実行されている。具体例としては大学入試において女性優遇入試（女子特別枠）や雇用において女性優遇採用がなされている。
男性
千葉市は「男性保育士活躍推進プラン」を策定し、具体的数値を掲げて男性保育士の支援を表明しており、賛否の声が挙がっている。
このような性による優遇措置については、日本のみならず世界各国で反対の声が存在する。日本では「男女の平等は、社会の意識や慣習が変化し、女性が能力を十分に発揮できるようになれば自然に達成される」、アメリカでは「自由な競争を妨げ、社会や企業の活力を損なう恐れがある」などとして反対の声が出ている。

### 障害者
障害者については、「障害者雇用枠」が一般募集枠と別に存在し、障害者の雇用の促進等に関する法律に基づく義務雇用率が定められている。

### その他
香川県善通寺市の四国学院大学では、入試に同和地区出身者や沖縄県出身者、在日韓国・朝鮮人、アイヌ、奄美群島出身者、障碍者の特別推薦枠を設けている。この制度について、沖縄キリスト教短期大学元学長の平良修は「歴史をきちんと見つめ、まじめな姿勢で取り組んでいると思う。」と高評価している。また早稲田大学大学院教育学研究科教授である前田耕司は、オーストラリアにおける先住民族アボリジニに対する教育支援システムの充実との比較からも、四国学院大学の例や札幌大学のアイヌに対する給付金制度といった学校法人個別の支援だけでなく、国家レベルの高等教育支援の必要性を主張している。一方で畑中敏之や奥山峰夫は批判的であり、沖縄人権協会事務局長で弁護士の永吉盛元は四国学院大学の被差別少数者枠について「あきれる。沖縄県民や朝鮮人も含め、誰もが教育を等しく受ける権利は、憲法で保障されている。大学側には『救済』の意図があるかもしれないが、その考えこそ差別的だ」と批判している。

## アメリカ

### マイノリティであるアジア人への不利
アメリカ合衆国では、課外活動が大学の入学審査で考慮されることになった元々の理由は1920年代に遡り、それは学力でWASPの白人より優秀であったユダヤ人の入学数を有名大学で制限（ユダヤ人割当）するためであった。現在ではこのような人為的な人種別の点数操作はなくなったが、結果として学問に熱心なアジア系の学生に対するハンディ（アジア人割当）となっており、最高学府であるはずの大学の入学審査に課外活動が審査基準の一部であることの正当性も問われている。このことからダニエル・ゴールデンらはアジア系アメリカ人は「新しいユダヤ人」と呼ぶべき状態にあると主張している。このため、「教育のためのアジア系アメリカ人連合」（AACE）のような優遇措置廃止を訴えるアジア系アメリカ人（特にアジア系学生の大多数を占める中国系の主導）の団体は同様の目的を持つユダヤ系アメリカ人のエドワード・ブルム率いる白人保守派のNPOである公平な入学選考を求める学生たちと協力している。
プリンストン大学の社会学者トマス・J・エスペンシェイドとチャン・Y・チュンが2005年に発表した研究によると、アイビー・リーグ校の入学選考においては、学力以外での基準によってSAT (大学進学適性試験)が様々に修正され、その幅は、1600ポイント中、優遇措置対象ごとに以下のように修正されるという（ただし調査期間は1980年から1993年の間と1997年に限られる）。
| 成績外の要素                                      | 成績外の要素            | 修正ポイント |
| ------------------------------------------------- | ----------------------- | ------------ |
| 黒人（アフリカ系アメリカ人）                      | African American        | +230         |
| ヒスパニック系                                    | Hispanic                | +185         |
| アジア系                                          | Asians / Asian-American | –50          |
| スポーツ特待生                                    | Athletes                | +200         |
| レガシー (元卒業生の子弟および大学への大口献金者) | Legacy                  | +160         |

さらに、2009年にプリンストン大学の社会学者がアメリカのアイビー・リーグの大学に入学に必要となる点数を人種別に割り出した所、満点1600点でアジア系は1550点(96.9%)、白人は1410点(88.1%)、黒人は1100点(68.8%)。確率にするとアジア系より白人は三倍、ラテン系は6倍、黒人は15倍の倍率で入学が認められるとの結果が出された。

### 裕福者へのアファーマティブ・アクション
インド系だが黒人へ擬態することでセントルイス大学医学部へ入学が出来たビジャイ･チョカリンガムは「僕の学力は入学水準に達していなかった」と明かし、アファーマティブアクションはむしろ人種差別を助長していると指摘している。彼はアファーマティブアクションで入学したために勉強へついていけずにドロップアウト後に、UCLAのビジネススクールにはインド系として入った。しかし、2016年時点ではUCLAがアファーマティブ・アクションをしないことに批判的なカリフォルニア州議会は州立大学へ法律で復活させようという動きをしていることをキッカケに、「母校でのアファーマティブ・アクション復活」阻止のために自分の話を公にしたと明かした。彼は出願時にセントルイス大学側へ、母親は医者であること・マサチューセッツ州西部の最も裕福な街育ちで高級車を乗り回していたことなど人種が本当はアジア系であること以外の恵まれた自身の育ちを全てを開示していた。本来の入学水準未達の裕福な黒人、と開示されているのにもかかわらず、大学側は人種だけを理由に優遇政策による合格対象へ認めた。アファーマティブアクションは対象者にとける裕福な者の存在を無視し、「すべてのアフリカ系とヒスパニックが特別な助けを必要としている」とみなした制度である。そのため、彼の同大医学部出願時のGPAは3.1だが、同大全学生平均は3.7であった。当時のガールフレンドは白人の中流階級の女の子で、｢なんで裕福なあなたがアファーマティブ・アクション枠なの？｣と言われたことを明かしている。彼はアファーマティブ・アクションは「究極の差別」と指摘し、「少数派優遇」と言われるが、人種的に学力が高いアジア系を例外としており、白人よりも不利な扱いを受けていることを批判している。彼は自身より学力の高い親友であるインド系先輩が医学部入学出来なかったのに、黒人へ擬態しただけで成績も良くないパーティアニマルの自身が入学出来た後に過去の合格者実績を調べた。すると大学側がアジア系を差別しており、合格確率は公的統計によるとアジア系受験者は18％であるのに対して、アフリカ系は76％だった。彼はセントルイス大学医学の勉強についていけずにドロップアウトしたことから、自己を米国連邦最高裁スカリア判事による「アファーマティブ・アクションの恩恵に預かった者は失敗する運命にある｣という発言のリビング・プルーフ（生き証人）と述懐している 。 

### 法律
カリフォルニア州では、1996年に州機関による性別、人種、民族に基づいた考慮を禁止する憲法改正案Proposition 209が、住民投票で承認され、また州立大学の入学審査において積極的差別是正措置の適用を禁じる法律が住民投票により採択された。結果として、これらの州立大学（私立は関係なし）で白人の新入生の数は大して変わらなかったが、黒人の入学率が下がり、アジア系の入学率が上がった。しかし、入学後に落ちこぼれたり、退学する黒人やラテン系の学生の割合が減ったため、実際に卒業する黒人やラテン系の学生の数は変わらないという結果になった。
また、雇用の面では1964年成立の公民権法に基づき雇用機会均等委員会が設けられ、連邦機関や地方自治体に黒人、少数民族及び女性を、採用の際に一定数割り当てるよう指導した。さらに、連邦労働省連邦契約遵守局が出したガイドラインにより、連邦と一定額以上の事業契約を行う民間企業などは、少数民族に平等な雇用を提供するよう、採用に人種による割り当ての具体的な数値目標を示すことが必要とされた。また、解雇の際も黒人や少数民族を優先保護し、従来の労働慣行を無視して白人を先に解雇することが認められた。
職場における昇進に関してもアファーマティブアクションが用いられており、アラバマ州警察では一時期、最高裁判決に基づき、白人警察官が一人昇進するたびに、自動的に黒人警察官も昇進させる制度が採られた。
カリフォルニアの司法試験では受験生の出身校および人種を記録していたため、それは難関法科大学院に優遇措置で入学させてもらえた少数民族が法科大学院の目的である司法試験にどれだけの割合で合格しているのかという情報を明確に統計的に検証できる重要な情報源となっている。優遇措置に反対する学者が情報公開を求めたところ、個人情報の保護を理由にその公開が拒否されている。しかし、別の学者にはその情報を公開しており、その対応が問題になった。現在裁判で争われている。もし情報が公開された上で優遇措置のおかげで難関の法科大学院に入学させてもらったものが司法試験で最終的に挫折という結果が出れば、優遇措置無用論に有利であると考えられている。
また、アメリカでは「少数民族（一般的に教育の高い印象を持たれているアジア人を除く）の医者はアファーマティブ・アクションのおかげで医学大学院に入れたためヤブ医者の可能性が高い」と見られている事例もあり、逆に偏見・差別となっている例もある。
2006年、ミシガン州は住民投票の結果、公立大学入学審査でのマイノリティ優遇措置を廃止すると決めた。この件はシュッテ対アファーマティブ・アクション防護連合事件として裁判で争われ、2014年4月22日、合衆国最高裁判所は合憲であると判断した。なお、これはアファーマティブアクションを禁止することを認めるものであり、アファーマティブアクション自体についての判断ではない。
2018年7月、ドナルド・トランプ政権のジェフ・セッションズ司法長官はバラク・オバマ政権時代のアファーマティブ・アクションの指針を廃止した。先述のエドワード・ブルムらによるハーバード大学への提訴を受けての動きとされる。

### 司法・判例
アメリカにおけるアファーマティブ・アクションで有名な判決はバッケ判決、ウィーバー判決、パラダイス判決などで、それぞれ教育、職業訓練、昇進に関する判決である。最も直近のアファーマティブ・アクション審理はミシガン大学の入学試験における2003年の人種割り当てに関する連邦最高裁判決であり、テキサス州知事時代の1996年にホップウッド判決を受けて「上位10%法」を制定していた保守派のジョージ・W・ブッシュ大統領はこれを違憲とみなした。2003年のGrutter v. Bollinger判決において連邦最高裁は基本的に人員割り当ては違憲であると決定したが、「優遇措置（成績の引き上げ）は違憲ではない」と判断した。当時のウィリアム・レンキストをはじめとするすべての最高裁判事がアファーマティブ・アクションを逆差別でアメリカ憲法修正14条の違反であると認めたが、違憲の審議において優遇措置の「公共の利益」に対する判断で判事の判断が分かれ、結果として5対4の僅差で合憲とみなされた。

### 逆差別認定による廃止例
カリフォルニア大学の医学部を1973年、1974年と連続して受験したが合格できなかったのは、大学入学枠の人種割り当て制度のために逆差別を受けたからだ、という白人男性アラン・バッキ(Allan Bakke)の申し立てに対し、最高裁判所、大学の行った割り当て制度をくつがえし、アラン・バッキの大学への入学を認める判決を下した。この判決を契機として、それまで活発に行なわれていた差別是正制度は、黒人が優遇されている分だけ白人が逆差別を受けているとの批判が高まり、衰退の傾向が見られる。たとえば、カルフォルニア州では、1996年の住民投票によって「公共事業における少数民族および女性の優先的な採用」という差別是正制度が撤廃された。ネオコンやニューライトと呼ばれる人たちは、恵まれない少数派の人々は、差別是正よりも、経済の拡大によって救済されるべきだと考えているが、これも差別是正措置の衰退に影響しているとされる。

### 「公平な入学選考を求める学生たち」（SFFA）
2014年にNPO「公平な入学選考を求める学生たち」（SFFA）は、ハーバード大学およびノースカロライナ大学チャペルヒル校を、入学選考で不必要に人種を考慮しているとして提訴し、2023年6月29日、アメリカ連邦最高裁は公平な入学選考を求める学生たち対ハーバード事件で、両大学が採用する人種を考慮した入学選考について、法の下の平等を定めた憲法修正第14条に「違反している」と判断した。最高裁の9人の判事のうち保守派6人が違憲を支持したもので、ロバーツ最高裁長官は「学生は人種ではなく、経験に基づく個人として扱われなければならない」との見解を示した。

## 批判
アメリカでこの政策の批判として、黒人保守派の経済学者であるトーマス・ソウェルの『Affirmative Action Around the World: An Empirical Study』（ISBN 978-0300107753）がある。アメリカだけでなくマレーシア、スリランカ、ナイジェリア、インドの政策を分析した結果、彼は下記のように結論付けた。
- 優遇対象でないグループによる優遇対象獲得の政治活動を誘発する[注 7]
- 優遇対象グループのうちでもっとも恵まれているもの（例：黒人の中・上流階級）が非優遇対象グループのうちで最も恵まれていないもの（例：白人の貧民層の勤勉な学生）を犠牲とする形で制度の恩恵をこうむる傾向にある。
- 優遇対象側は努力する必要が無くなり非優遇対象側は努力しても仕方がないとなり両方の向上心が削がれる。よって社会全体で競争が阻害される。
- 制度によって優遇対象群と非優遇対象群の対立が深まる。アメリカの例をあげれば白人の貧民層の黒人に対する憎悪を増幅させるだけでなく、優遇措置と無関係の黒人の貧民層と黒人の中・上流階層の対立を深める傾向にある。

黒人で共和党員というのは、きわめて少数派だが、共和党の保守派、コンドリーザ・ライス（元米国務長官）は、自分の経験からアファーマティブ・アクションには「効果がない」と反対している。同様に保守派の最高裁判事クラレンス・トーマスは、就職活動において、アファーマティブ・アクションによる優遇を受けてきたとみなされることで、逆に学位や成績等について懐疑的な目で見られた経験を持ち、後に裁判官としてもアファーマティブ・アクションに否定的な見解を表明するようになった。物理学者の大槻義彦も、九州大学理学部での話を例として、アファーマティブ・アクションを実施しても、優遇策で恵まれているが故に優遇対象者への評価が厳しくなったりし、実社会での活躍の場が広がる訳でもないから却って差別になってしまうと批判している。

## 日米以外の事例

### EU
2012年11月、欧州委員会は、欧州の大手上場企業の非業務執行取締役における性別の比率が2020年までに（公営の上場企業については2018年まで）、男女どちらも最低40％になることを目標とする女性役員クオータ制指令案を、EU理事会と欧州議会の2つの共同立法機関に提出した。この指令の目的は、明確で男女の区別のない基準に照らし、客観的かつ透明性のある選考手続きを行い、40％の目標を達成させることにある。あくまで資質や能力が選考のカギとなるが、最終的に男女2人の候補に絞られた場合には、比率の少ない方の性（一般的には女性）が優先される。2013年11月、欧州議会は賛成多数（賛成459名、反対148名、棄権81名）で欧州委員会の提案を、部分的な修正のみで可決した。女性役員クオータ制指令の審議はEU理事会に移り、最終的な議論が進められた。その後、パブリックコメントを経て、2015年、EU理事会から修正案が示された。それによると、性別クオータ制の対象を「業務執行役員」にまで拡大し、数値目標は「非業務執行役員の40％、または役員全体の33％」とされ、事実上ハードルが下げられた。指令案のタイトルも「上場会社の役員におけるジェンダー・バランスと関連措置の促進に関する指令案」に改められ、これらは2017年の再修正案3に踏襲された。なお、2018年9月末現在、この再修正案が最新の内容を伝えるもので、指令自体はまだ成立していない。

### イギリス
Equality Act 2010 は、イギリスにおける平等とその実施についての原則を定めている。イギリスでは、性別、人種、民族、その他の保護すべき属性を理由とする全ての差別、割り当て、優遇措置が、教育、経済取引、民間のクラブや団体、及び公的サービスにおいて原則として禁止されている、しかし、例外も存在する。すなわち、Equality Act 2010　159条は、雇用者が、雇用又は昇進の際に、保護対象の属性（人種、性別、年齢等）を持つ職の応募者や従業員を、その職種について同様に適性を持つが保護対象の属性を持たない者より優遇することを容認する。雇用者は、その職種において保護対象の属性が不利であるかその割合が過小であると考えることが合理的であることが求められる。採用するポジティブアクションは、保護対象の属性を持つ人がその職種での不利な状況を克服し、参入することを、可能又は促進することに応じた手段でなければならない。
特定の例外措置には以下のものも含まれる。
・北アイルランド和平プロセスの一環として、ベルファスト合意とそれに基づくパッテン報告により、北アイルランド警察の採用は、プロテスタント寄りのあらゆるバイアスを減らすために、50%をカトリックコミュニティから採用し、50%をプロテスタントとその他のコミュニティから採用することになっている。これは後に、５０：５０措置と称された。
・ Sex Discrimination (Election Candidates) Act 2002は、より多くの女性立候補者を選ぶために全て女性の候補者名簿作成を容認する。
2019年の労働裁判所は、労働力の多様性を作り出そうとしたCheshire 警察は、よく準備した白人異性愛者の男性を差別したとする判決を下した。判決では、ポジティブアクションは、多様性を促進するために用いることができるとする一方で、その適用は、その職種に関して全てにおいて等しく適性を持つ者の間にのみ適用することができると判示した。

### フランス
人種、宗教又は性別による一切の差別は、1958年フランス憲法により禁止されている。1980年代から、地区を基準としたフランス版アファーマティブアクションが、初等教育及び中等教育で実施されている。優先教育地区として指定された地区にあるいくつかの学校には、他の学校よりも多くの資金を投入することが認められている。これらの学校出身者は、特定の教育機関（Sciences Po等)での特別な対応を得られる特典がある。
1990年にフランスの国防相が、北アフリカ系の若年フランス兵の昇進や運転免許取得を容易にしようと試みたことがあった。防衛省新聞(Armées d'aujourd'hui)内の若手フランス人中尉の強い抗議により、運転免許及び昇進についての計画は中止となった。サルコジ大統領の当選後に、アラブ系フランス人学生の優遇策が新たに計画されたが、サルコジはフランス憲法改正に必要な政治的支持を集めることができなかった。しかし、貧困地区から一定数の生徒を受け入れることを義務付けるアファーマティブアクションを導入しているフランスの学校もある。
更に、ノルウェーの例にならって、2014年1月27日以降、上場企業及び国有企業は役員の20％を女性とすることが義務付けられた。2017年1月27日以降、役員への昇進は40%まで増加した。割り当て基準に満たない間は、男性取締役の指名の全てが無効であり、他の取締役に罰金が課されることもある。

### マレーシア
マレーシアではマレー人が華人に対して経済的に低水準であることを解消するため、マハティール・ビン・モハマド政権の下、大学進学や公務員採用でのマレー人優遇、会社役員・管理職へのマレー人登用義務づけなどの措置（ブミプトラ政策）が行われてきた。結果として経済的格差は縮小したが、消滅することはなかった。大学生の知的水準の低下をもたらしたとの批判もある。マハティール元首相は辞任に際して「何を行ってもマレー人を変えることはできなかった」と述べた。